# Mantis EQF
Le Mantis EQF est un système de drone de reconnaissance développé dans le cadre du Spanish Unmanned Aircraft Program et commercialisé par Indra.

## Histoire
Il a été développé en parallèle au drone SCR Tucàn.

## Opérateurs militaires
- Espagne 1 exemplaire reçu en 2019[1].

## Drones comparables
- SCR SCRAB